# 长爪袋鼬属
長爪袋鼬屬（学名：Neophascogale），哺乳綱的一屬，而與長爪袋鼬屬（長爪袋鼬）同科的動物尚有裏氏袋鼬屬（裏氏袋鼬）、斑袋鼬屬（斑袋鼬）、紋袋鼬屬（三紋袋鼬）、林袋鼬屬（短毛袋鼬）等之數種哺乳動物。

## 下属物种
本属包括以下物种：
- Neophascogale lorentzi (Jentink, 1911)